# Glenea acuta
Glenea acuta é uma espécie de besouro da família Cerambycidae . Foi descrito por Johan Christian Fabricius em 1801 . É conhecido de Sumatra e Java.

## Subespécies
- Glenea acuta acuta (Fabricius, 1801)
- Glenea acuta montana Jordan, 1894